# The Kansas City Star

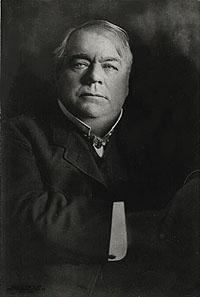
William Rockhill Nelson, einer der Gründer des Kansas City Star

The Kansas City Star ist eine Zeitung mit Sitz in Kansas City, Missouri. Sie wurde am 18. September 1880 von William Rockhill Nelson und Samuel E. Morss gegründet. Seit ihrem Bestehen hat sie zudem sieben Pulitzer-Preise gewonnen und war einmal im Finale. Ernest Hemingways Karriere nahm bei dieser Zeitung ihren Anfang.
Sie gehört heute der The McClatchy Company.